# Tomas Hoszek
Tomas Hoszek, född 10 juni 1960 i Stockholm, Sverige är en svensk volleybollspelare och idrottsadministratör.
Hoszeks föräldrar kom från Polen (pappan) och Tyskland (mamman). Han började att spela volleyboll med Lugi innan han som 19-åring blev proffs i (volleybollsektionen av) Real Madrid. Därpå följde en spelarkarriär med spel i Sverige, Spanien, Frankrike och Norge samt med landslaget. Hoszek spelade 177 landskamper med landslaget och deltog vid OS 1988. Han var även tränare i Spanien där han tränade RCD Espanyol, där även hans fru Eva Hansen-Hoszek spelade samtidigt.
Efter avslutad spelarkarriär höll han olika poster i näringslivet och sedan 2010 har Hoszek haft flera ledande poster i olika idrottsorganisationer. Han var 2010 till 2018 generalsekreterare för Lidingöloppet. Han har sedan 2014 först suttit i styrelsen och sedan 2019 varit ordförande för Blodomloppet. Hoszek är sedan 2019 ordförande för Elitfotboll Dam.
Tomas är gift med Eva Hansen-Hoszek som även hon varit en framstående volleybollspelare och är den spelare som spelat flest landskamper i Sveriges damlandslag i volleyboll.